# Aminata Diatta
Pour les articles homonymes, voir Diatta.
Aminata Diatta, née le 13 juillet 1984, est une judokate sénégalaise.

## Carrière
Aminata Diatta évolue dans la catégorie des plus de 78 kg. Elle remporte la médaille d'argent aux Jeux de la Francophonie 2009 et aux Championnats d'Afrique de judo 2009. Elle est médaillée de bronze aux Championnats d'Afrique de judo 2005.